# Гудланкур-ле-Пьерпон
Гудланку́р-ле-Пьерпо́н (фр. Goudelancourt-lès-Pierrepont) — коммуна во Франции, находится в регионе Пикардия. Департамент коммуны — Эна. Входит в состав кантона Гиньикур. Округ коммуны — Лан.
Код INSEE коммуны — 02350.

## Население
Население коммуны на 2010 год составляло 142 человека.
| 1962 | 1968 | 1975 | 1982 | 1990 | 1999 | 2010 |
| ---- | ---- | ---- | ---- | ---- | ---- | ---- |
| 225  | 200  | 157  | 148  | 129  | 147  | 142  |

## Экономика
В 2010 году среди 90 человек трудоспособного возраста (15—64 лет) 58 были экономически активными, 32 — неактивными (показатель активности — 64,4 %, в 1999 году было 69,7 %). Из 58 активных жителей работали 47 человек (24 мужчины и 23 женщины), безработных было 11 (7 мужчин и 4 женщины). Среди 32 неактивных 7 человек были учениками или студентами, 15 — пенсионерами, 10 были неактивными по другим причинам.